# Colgate Series Championships
Colgate Series Championships (в 1981—1982 годах Toyota Series Championships) — итоговый турнир женского профессионального тура Colgate Series (Toyota Series), проводившийся в конце календарного года в 1977—1982 годах. В этот период проводился отдельно от итогового турнира тура Virginia Slims/Avon, который проходил в весенние месяцы.
Турнир с участием 8 (12 в последний год) сильнейших теннисисток мира в одиночном разряде и сильнейших пар по итогам очередного сезона тура Colgate (в 1981—1982 годах тура Toyota) проходил в 1977 и 1978 годах в кантри-клубе Мишн-Хилс в Палм-Спрингс (Калифорния) на хардовых (цементных) кортах, в 1979—1980 годах в спорткомплексе «Кэпитал Сентр» в Ландовере (Мэриленд) и в 1981—1982 годах в спортивном центре «Мидоулендс-арена» в Ист-Ратерфорде (Нью-Джерси) на кортах с ковровым покрытием.
В 1983 году произошло слияние проходившего в помещениях зимне-весеннего тура Avon и весенне-осеннего тура Toyota в единый профессиональный тур Женской теннисной ассоциации под брендом Virginia Slims, и второй ежегодный финал был отменён, а итоговый турнир Virginia Slims позже перенесён на осень.

## Победительницы и финалистки

### Одиночный разряд
| Год  | Место проведения               | Покрытие | Чемпионка               | Финалистка          | Счёт в финале |
| ---- | ------------------------------ | -------- | ----------------------- | ------------------- | ------------- |
| 1977 | Палм-Спрингс, Калифорния, США  | Хард     | Крис Эверт              | Билли Джин Кинг     | 6-2 6-2       |
| 1978 | Палм-Спрингс                   | Хард     | Крис Эверт (2)          | Мартина Навратилова | 6-3 6-3       |
| 1979 | Ландовер, Мэриленд, США        | Ковёр    | Мартина Навратилова     | Трэйси Остин        | 6-2 6-1       |
| 1980 | Ландовер                       | Ковёр    | Трэйси Остин            | Андреа Йегер        | 6-2 6-2       |
| 1981 | Ист-Ратерфорд, Нью-Джерси, США | Ковёр    | Трэйси Остин (2)        | Мартина Навратилова | 2-6 6-4 6-2   |
| 1982 | Ист-Ратерфорд                  | Ковёр    | Мартина Навратилова (2) | Крис Эверт          | 4-6 6-1 6-2   |

### Парный разряд
| Год  | Чемпионки                                   | Финалистки                        | Счёт в финале |
| ---- | ------------------------------------------- | --------------------------------- | ------------- |
| 1977 | Франсуаза Дюрр Вирджиния Уэйд               | Хелен Гурлей Коули Джоэнн Расселл | 6-1 4-6 6-4   |
| 1978 | Билли Джин Кинг Мартина Навратилова         | Керри Рид Венди Тёрнбулл          | 6-3 6-4       |
| 1979 | Билли Джин Кинг (2) Мартина Навратилова (2) | Розмари Казалс Крис Эверт         | 6-4 6-3       |
| 1980 | Розмари Казалс Венди Тёрнбулл               | Кэнди Рейнольдс Пола Смит         | 6-3 4-6 7-6   |
| 1981 | Мартина Навратилова (3) Пэм Шрайвер         | Розмари Казалс Венди Тёрнбулл     | 6-3 6-4       |
| 1982 | Мартина Навратилова (4) Пэм Шрайвер (2)     | Кэнди Рейнольдс Пола Смит         | 6-4 7-5       |